# マリー・リシュダール
マリー・リシュダール（Marie Liljedahl、1950年2月15日 - ）は、1960年代後半から1970年代前半の短期間、ジョセフ・W・サルノやジェス・フランコの監督作品などに出演歴のあるスウェーデンの女優。

## 来歴
リシュダールはストックホルム (スウェーデン) で生まれた。ストックホルムのバレエ団とともに踊っていたところを、ジョセフ・W・サルノ監督に見出された。17歳の時、彼女はサルノの『早熟  』(Jag - en oskuld、1967年) で主役を演じ、銀幕デビューを飾った。この映画により、リシュダールは国際的なセックスシンボルとなった。彼女の他の主な出演作品としては、『ドリアン・グレイ/美しき肖像』（Dorian Gray、1970年) と『悪徳の快楽』(Eugenie、1970年) が挙げられる。1971年、リシュダールは『ただれた関係』（Någon att älska）に主演し、これが彼女の最後の映画となった。彼女は映画界に疲れきってしまい、21歳で引退した。

## 出演作品
- 1968年 - 『早熟』 (Jag – en oskuld) … Inga Frilund
- 1969年 - 『ふたつの太陽』 (Willst du ewig Jungfrau bleiben?) … Eva
- 1969年 - 『好色・世界童話集』 (Grimms Märchen von lüsternen Pärchen) … Snow White
- 1970年 - 『ドリアン・グレイ/美しき肖像』 (Dorian Gray) … Sybil Vane
- 1970年 - 『牝あわせ』 (Ann och Eve - de erotiska) … Eve
- 1970年 - 『悪徳の快楽』 (Eugenie) … Eugenie
- 1971年 - 『ただれた関係』 (Någon att älska) … Inga